# Oscar Méténier

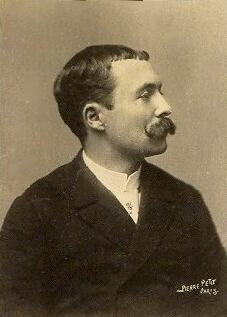
Oscar Méténier

Oscar Méténier (* 17. Januar 1859 in Sancoins, Département Cher, Frankreich; † 8. Februar 1913 in Saint-Mandé) war ein französischer Schriftsteller und Theaterleiter.
Méténier, Sohn eines Polizisten, arbeitete zunächst als Sekretär in einem Polizeikommissariat. Die dortigen Erfahrungen verwendete er als Stoff für erste Stücke. In der Tradition von Émile Zola entstanden naturalistische Theaterstücke und Romane.
Neben André Antoine war er Mitbegründer des Théâtre Libre und dessen Hauptautor.
Wegen des Inhalts und der Charaktere seiner Stücke wurde er häufig zensiert. So wurde 1896 die Aufführung von Mademoiselle Fifi (nach dem Buch von Guy de Maupassant) von der Polizei verboten, da eine Prostituierte auftrat.
1896 kaufte Oscar Méténier das ehemalige Atelier des Malers Georges-Antoine Rochegrosse und machte daraus sein eigenes Theater, das Grand-Guignol. Dort wurden naturalistische Werke aufgeführt, die Impulse auf das „entfesselte Theater“ der Moderne sowie den Splatter- und Horrorfilm der USA ausübten.
1898 trat Méténier seine Anteile am Grand Guignol an Max Maurey ab.

## Werke

### Theaterstücke
- En famille, Théâtre Libre, 30. Mai 1887
- La Casserole, Théâtre Libre, 31. Mai 1889
- Les Frères Zemganno, nach Edmond und Jules de Goncourt, Théâtre Libre, 25. Februar 1890
- Monsieur Betsy, Théâtre des Variétés, 3. März 1890
- La Confrontation, Théâtre de la Scala, 21. Dezember 1891
- La bonne à tout faire, Théâtre des Variétés, 20. Februar 1892
- Rabelais, Nouveau Théâtre, 25. Oktober 1892
- Charles Demailly, nach Edmond und Jules de Goncourt, Théâtre du Gymnase Marie Bell, 19. Dezember 1892
- Très Russe, Théâtre-d'application (La Bodinière), 3. Mai 1893
- Mademoiselle Fifi, nach Guy de Maupassant, Théâtre Libre, 10. Februar 1896
- La Brême, mœurs populaires, Théâtre du Grand-Guignol, 13. Februar 1897
- Le Loupiot, tableau de mœurs populaires, Théâtre du Grand-Guignol, 13. April 1897
- Lui !, Théâtre du Grand-Guignol, 11. November 1897
- La Revanche de Dupont l'Anguille, Théâtre du Grand-Guignol, 1898
- Son poteau, Théâtre du Grand-Guignol, 10. April 1901
- Boule de suif, nach Guy de Maupassant, Théâtre Antoine, 6. Mai 1902
- Casque d'Or, Théâtre Robinière, 16. März 1902
- Notre-Dame de la Butte, mœurs montmartroises, 1907
- Madame ma sœur, 1910
- La Moukère, 1910
- Royal-cambouis, Théâtre de la Scala, 1910

### Romane, Novellen, Essays
- La Chair (1885)
- La Grâce (1886)
- Madame Berwick (1888)
- Outre-Rhin (1888)
- Mynha-Maria (1889)
- Autour de la caserne, Novellen (1890)
- Madame la Boule (1890)
- Le mari de Berthe (1890)
- Le Gorille, roman parisien (1891) Text bei Project Gutenberg
- La Lutte pour l'amour, études d'argot (1891)
- Les Voyous au théâtre (1891)
- Zézette, mœurs foraines, roman (1891) Text bei Project Gutenberg
- Les Cabots (1892)
- Le Policier
- Barbe-Bleue (1893)
- Le Beau monde (1893)
- Le Chansonnier populaire Aristide Bruant (1893)
- La Nymphomane, mœurs parisiennes (1893)
- Demi-castors (mœurs parisiennes) (1894)
- La Grâce. Décadence. Nostalgie (1894)
- La Vie de campagne. Marcelle (1894)
- Le 40e d'artillerie. Les bêtes. Les hommes. La croix, nouvelles (1895)
- L'Amour vaincu. Bohème galante, bohème bourgeoise, nouvelles  (1896)
- L'amour qui tue  (1898)
- Reines de cœur, mœurs d'Outre-Rhin  (1900–1910)
- Les Berlinois chez eux, vertus et vices allemands  (1904)
- Une gamine vicieuse  (1905)
- Le jeune télégraphiste  (1905)
- Tartufes et satyres (1905)
- Les Amoureux de Mira (1907)
- Nina Sartorelle : mœurs parisiennes (1907)
- Les Baronnes de Roche-Noire (1908)
- Reine de cœur (1908)
- Notre-Dame de la Butte (1908)
- La dernière aventure du Prince Curaçao (1910)
- Les méprises du cœur (1910)
- Soldes de contes (1911)
- Le grand chéri (1911)